# سینازپام
سینازپام (انگلیسی: Cinazepam) (با نام تجاری Levana) یک مشتق بنزودیازپین است. این دارو اثرات خواب‌آور، آرام‌بخش و ضداضطراب با حداقل عوارض جانبی آرام‌بخش ایجاد می‌کند. افزون بر این، برخلاف بسیاری دیگر از خواب‌آورهای بنزودیازپین و غیربنزودیازپین مانند دیازپام، فلونیترازپام و زوپیکلون، سینازپام ساختار خواب را نقض نمی‌کند و تداوم خواب موج آهسته و خواب REM به نسبت افزایش می‌یابد. به این ترتیب، سینازپام یک حالت خواب نزدیک به فیزیولوژیکی ایجاد می کند، و به همین دلیل، ممکن است در مقایسه با سایر داروهای مرتبط در درمان بی خوابی و سایر اختلالات خواب سودمند باشد.